# Filmjahr 1891
Liste der Filmjahre

1888 | 1889 | 1890 | Filmjahr 1891 | 1892 | 1893 | 1894 | 1895 | ► | ►►

Weitere Ereignisse

## Ereignisse

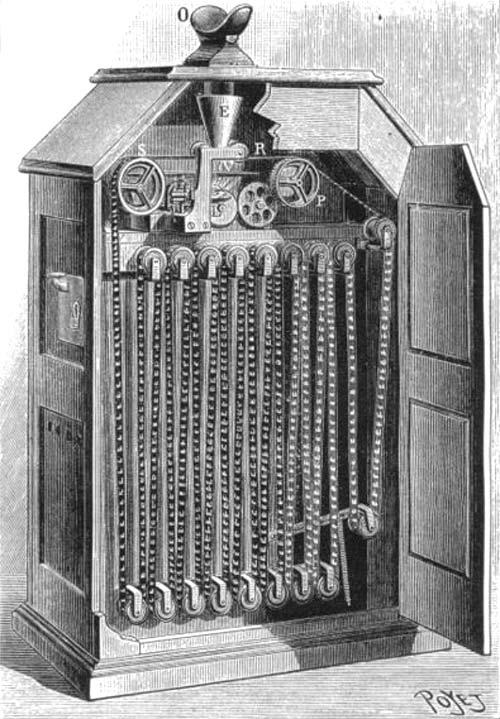
Schemazeichnung von Dicksons Kinetoskop

- 20. Mai: Thomas Alva Edison präsentiert den von William K. L. Dickson entwickelten Vorläufer heutiger Filmprojektoren, das Kinetoskop, erstmals der Öffentlichkeit und am 24. August meldet er seine Erfindung zum Patent an.
- 27. Mai: Der von William K. L. Dickson produzierte Kurzfilm Dickson Greeting hat seine Uraufführung.

- Juni: Ein weiterer Film von Dickson wird uraufgeführt: Newark Athlete.

## Geboren

### Januar bis März
- 01. Januar: Charles Bickford, US-amerikanischer Schauspieler († 1967)
- 01. Januar: Boris Morros, russisch-amerikanischer Komponist und Produzent († 1963)
- 06. Januar: Rochus Gliese, deutscher Bühnenbildner und Regisseur († 1978)
- 29. Januar: Archie Mayo, US-amerikanischer Regisseur († 1968)

- 05. Februar: Monta Bell, US-amerikanischer Regisseur und Produzent († 1958)

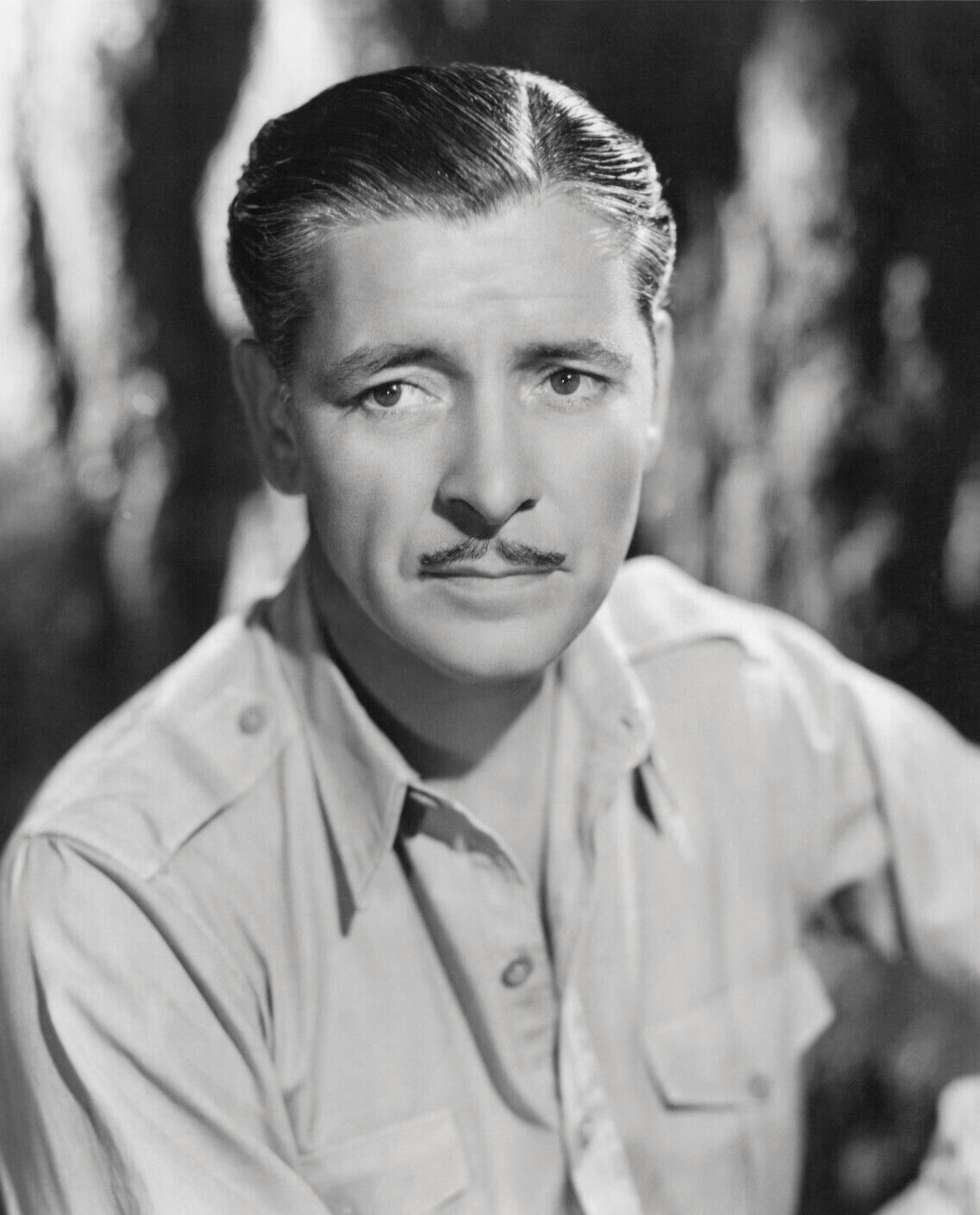
Ronald Colman (* 9. Februar)

- 09. Februar: Ronald Colman, britischer Schauspieler († 1958)
- 14. Februar: Erich Engel, deutscher Regisseur († 1966)
- 15. Februar: Roy Rene, australischer Schauspieler und Komiker († 1954)

- 04. März: Viktor Tourjansky, russischer Regisseur († 1976)
- 08. März: George Froeschel, österreichisch-amerikanischer Schriftsteller und Drehbuchautor († 1979)
- 08. März: Sam Jaffe, US-amerikanischer Schauspieler († 1984)
- 20. März: Edmund Goulding, britischer Regisseur († 1959)
- 21. März: Helmuth Gmelin, deutscher Schauspieler und Theaterleiter († 1959)
- 31. März: Victor Varconi, US-amerikanischer Schauspieler und Regisseur († 1976)

### April bis Juni
- 11. April: Marshall Neilan, US-amerikanischer Regisseur († 1958)
- 15. April: Wallace Reid, US-amerikanischer Schauspieler († 1923)
- 19. April: Françoise Rosay, französische Schauspielerin († 1974)

- 13. Mai: Fritz Rasp, deutscher Schauspieler († 1976)

- 02. Juni: Rose Veldtkirch, deutsche Schauspielerin († 1971)

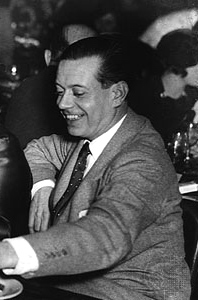
Cole Porter (* 9. Juni)

- 09. Juni: Cole Porter, US-amerikanischer Komponist († 1964)
- 18. Juni: Mae Busch, australische Schauspielerin († 1946)
- 21. Juni: Michael von Newlinski, österreichischer Schauspieler († 1964)
- 24. Juni: Irving Pichel, US-amerikanischer Schauspieler († 1954)
- 29. Juni: Robert Frazer, US-amerikanischer Schauspieler († 1944)
- 29. Juni: Peter Voß, deutscher Schauspieler († 1979)
- 30. Juni: Fredy Barten, deutscher Schauspieler († 1972)

### Juli bis September
- 02. Juli: Gherardo Gherardi, italienischer Drehbuchautor († 1949)
- 06. Juli: Max Wallner, deutscher Schriftsteller und Drehbuchautor († 1951)
- 12. Juli: Jetta Goudal, US-amerikanische Schauspielerin († 1985)
- 12. Juli: Jules Kruger, elsässischer Kameramann († 1959)
- 13. Juli: Marguerite Boulc’h, französische Sängerin und Schauspielerin († 1951)
- 14. Juli: Heinrich Hauser, deutscher Schauspieler († 1956)
- 14. Juli: Fritz Kampers, deutscher Schauspieler († 1950)
- 28. Juli: Joe E. Brown, amerikanischer Schauspieler († 1973)
- 18. Juli: Gene Lockhart, kanadisch-US-amerikanischer Schauspieler († 1957)
- 21. Juli: Erwin Faber, österreichischer Schauspieler († 1989)
- 23. Juli: Harry Cohn, US-amerikanischer Produzent († 1958)
- 12. August: Lutz Götz, deutscher Schauspieler († 1958)

- 06. September: Rowland V. Lee, US-amerikanischer Regisseur († 1975)
- 19. September: Willy Birgel, deutscher Schauspieler († 1973)

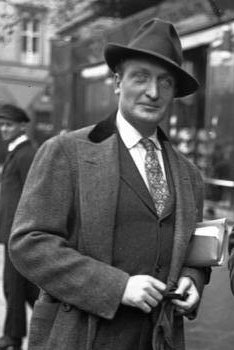
Hans Albers (* 22. September)

- 22. September: Hans Albers, deutscher Schauspieler († 1960)

### Oktober bis Dezember
- 10. Oktober: Raymond Bernard, französischer Regisseur, Drehbuchautor und Schauspieler († 1977)
- 13. Oktober: Irene Rich, US-amerikanische Schauspielerin († 1988)
- 14. Oktober: Guglielmo Giannini, italienischer Drehbuchautor und Regisseur († 1960)
- 19. Oktober: Asja Lacis, lettische Schauspielerin und Regisseurin († 1979)
- 24. Oktober: Arthur Edeson, US-amerikanischer Kameramann († 1970)
- 28. Oktober: Hans Balzer, deutscher Drehbuchautor († 1960)

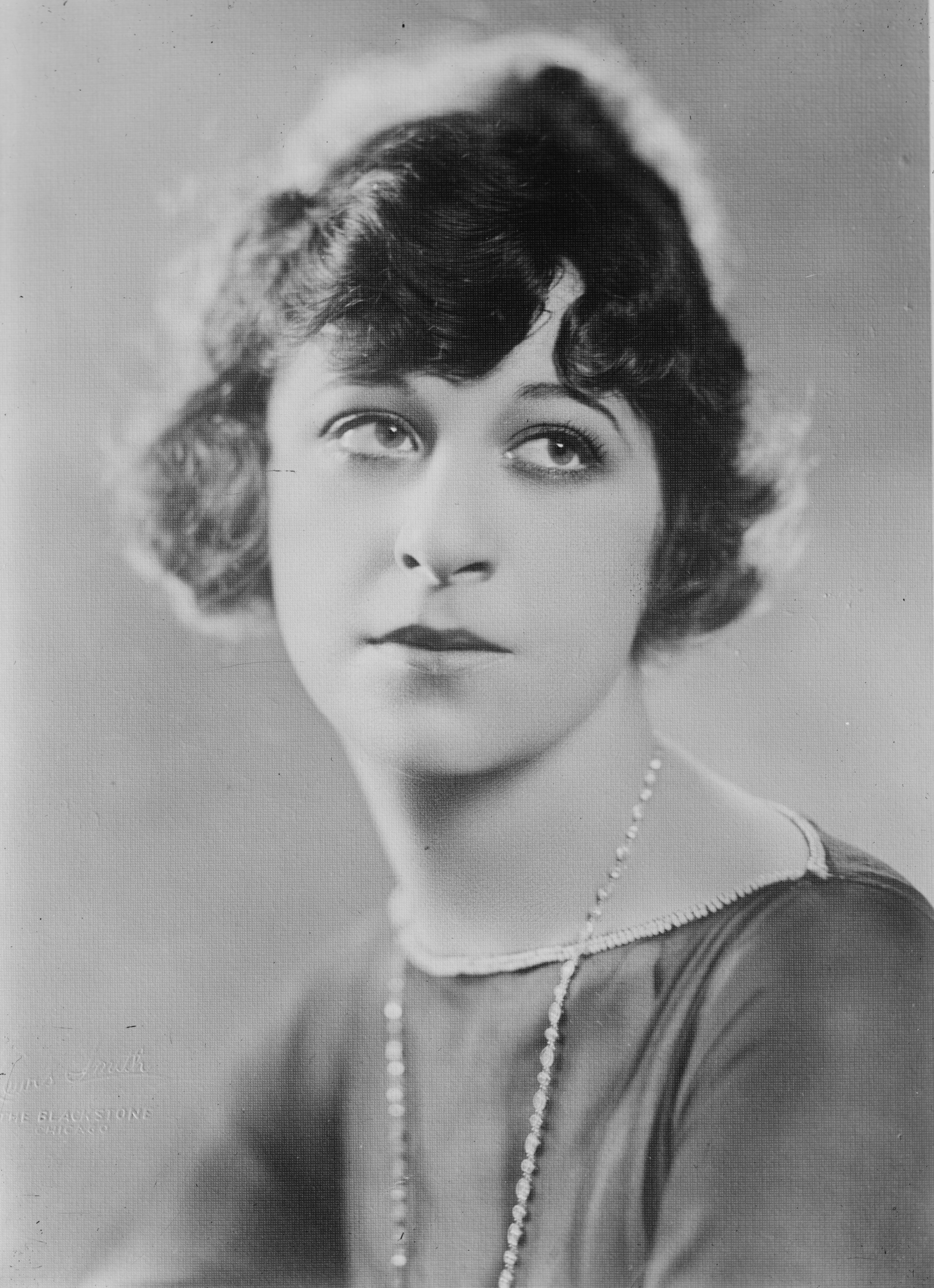
Fanny Brice (* 29. Oktober)

- 29. Oktober: Fanny Brice, US-amerikanische Schauspielerin († 1951)

- 02. November: Leopold Hainisch, österreichischer Schauspieler und Regisseur († 1979)
- 07. November: Miriam Cooper, US-amerikanische Schauspielerin († 1976)
- 10. November: Carl Stalling, US-amerikanischer Komponist († 1972)
- 30. November: Luciano Doria, italienischer Produzent und Regisseur († 1961)
- 30. November: B. B. Kahane, US-amerikanischer Produzent († 1960)
- 30. November: Eduard Kubat, deutscher Produzent und Regisseur († 1976)
- 30. November: Franz Weilhammer, deutscher Schauspieler und Synchronsprecher († 1963)

- 03. Dezember: Warwick Ward, britischer Schauspieler und Produzent († 1967)
- 29. Dezember: George Marshall, US-amerikanischer Regisseur († 1975)